# Chaim Rasner
Chaim Rasner (ur. 5 maja 1882 w Warszawie, zm. 1942 w Treblince) – żydowski działacz rzemieślniczy, hafciarz i szmuklerz oraz dziennikarz, poseł na Sejm Ustawodawczy i Sejm I kadencji.

## Życiorys
Urodził się 5 maja 1882 w Warszawie, w rodzinie Dawida i Idy ze Szwagrów. Ukończył szkołę ludową, dokształcał się za granicą. Jako hafciarz i szmuklerz zajmował się wyrabianiem ozdobnych pasów, galantów i dystynkcji wojskowych. Był aktywistą rzemieślniczym, ideowo związany z Bundem. Sprawował funkcję prezesa zarządu głównego Centralnego Związku Rzemieślników Żydów w Polsce oraz Centrali Rzemiosła i Przemysłu Drobnego Żydów, a także wiceprezes światowego Związku Rzemieślników Żydów. Publikował w fachowych czasopismach, redaktor „Handwerker un Industri Cajtung” i „Die Handwerker Sztime”. Był radnym Kasy Chorych, radnym Gminy Wyznaniowej Żydowskiej w Warszawie, a także radnym miasta stołecznego Warszawy (1916, 1919, 1925). W 1921 wszedł do Sejmu na miejsce Hirsza Dawida Nomberga, który zrzekł się mandatu.
Od 4 lutego 1904 był mężem Chaji Ryszfeld.
Po wybuchu II wojny światowej został uwięziony w getcie warszawskim, skąd latem 1942 roku, w czasie wielkiej akcji deportacyjnej, został wywieziony do obozu zagłady w Treblince i tam zamordowany.

## Upamiętnienie
Został upamiętniony na tablicy znajdującej się w Sejmie RP wraz z innymi posłami, którzy stracili życie podczas II wojny światowej.